# The Awakening (film 1913)
The Awakening è un cortometraggio muto del 1913. Il nome del regista non viene riportato. Prodotto da Pat Powers, ha come protagonista Jeanie Macpherson.

## Produzione
Il film fu prodotto da Pat Powers per la sua compagnia, la Powers Picture Plays.
Nello stesso anno, era uscito in gennaio un altro cortometraggio dallo stesso titolo, un The Awakening diretto da Allan Dwan.

## Distribuzione
Il film (un cortometraggio in una bobina) fu distribuito dall'Universal Film Manufacturing Company, uscendo nelle sale USA il 18 luglio 1913.